# ヴェールカ・セルヂューチュカ

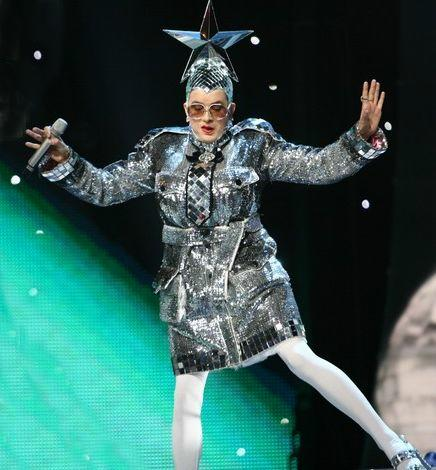
ヴェールカ・セルヂューチュカ

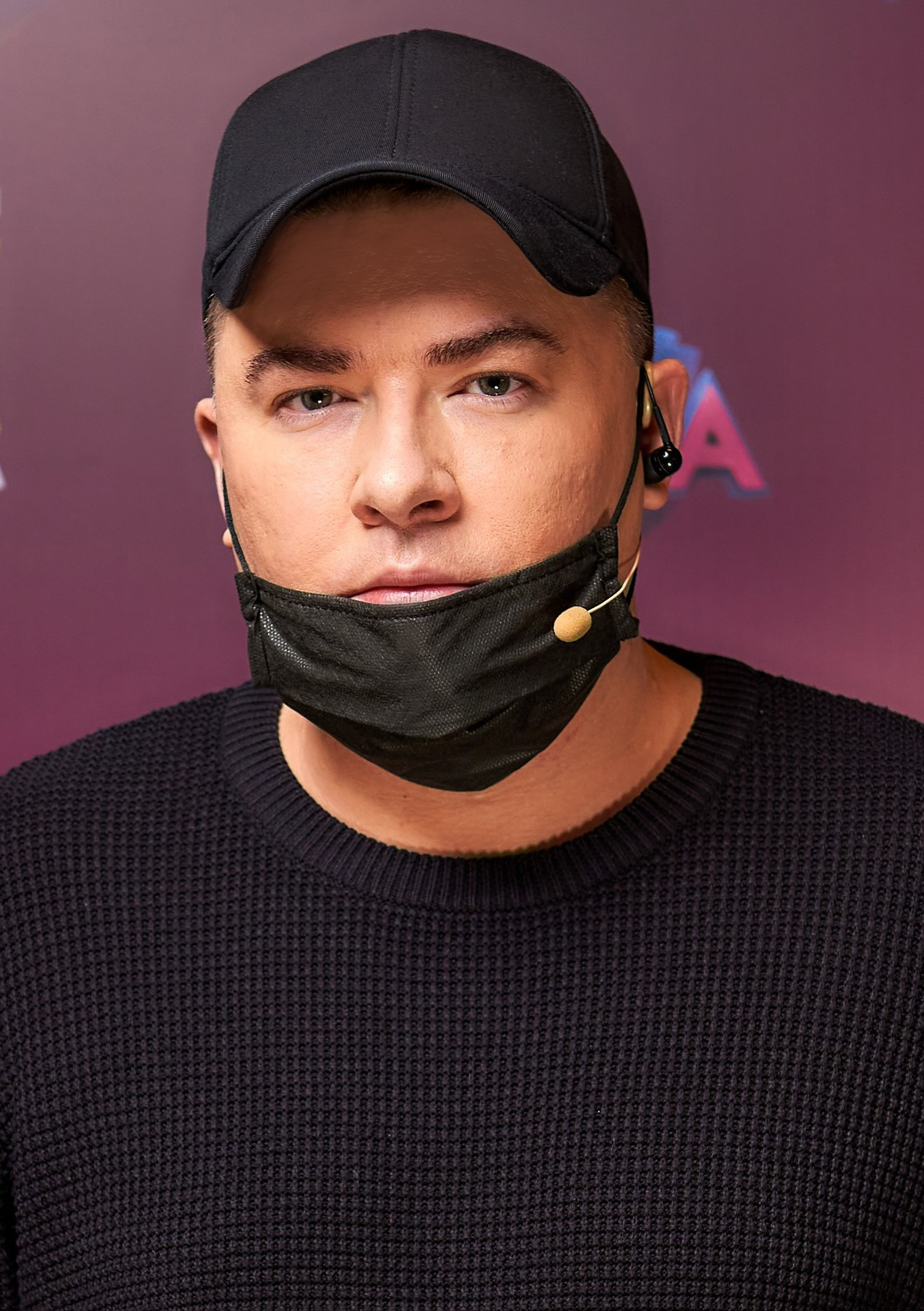
アンドリー・ダニールコ

ヴェールカ・セルヂューチュカ（ウクライナ語:Вєрка Сердючкаヴィェールカ・セルヂューチュカ；ラテン文字転写の例:Verka Serduchka）(1973年10月2日-)は、ウクライナのお笑い系タレント、歌手である。ウクライナ中部のポルタヴァ出身。女装した男性で、本名はアンドリー・ダニールコ（ウクライナ語: Андрі́й Миха́йлович Дани́лко）。
2007年にユーロビジョン・ソング・コンテストでウクライナの代表として出演し、2位になった。ユーロビジョンをきっかけにフランス、ドイツをはじめ、ヨーロッパで人気を博した。
2007年8月20日に「Dancin Europe」というアルバムを発売した。
2023年、ダニールコは、フレディ・マーキュリーが晩年まで運転していた1974年型ロールス・ロイス・シルバー・シャドウをサザビーズのオークションで売却した。 戦争で被害を受けたウクライナ人のリハビリテーションのために、伝説の車の売却によってウクライナにリハビリテーションセンターを建設するまでの全額を寄付することを決めた。